# Paralichthys albiguttata
La platija del Golfo (Paralichthys albiguttata) es una especie de platija de agua salada.

## Descripción
La platija del Golfo es un pez plano que nada de costado. Sus dos ojos miran hacia arriba cuando nadan. Tienen dientes afilados, dos ojos en un lado y un lado blanco. Paralichthys albigutta se distribuye ampliamente en el Atlántico norte occidental. Los adultos se encuentran en una variedad de hábitats, pero generalmente prefieren fondos arenosos duros; los juveniles se asientan en lechos de pastos marinos de alta salinidad. La longevidad es de 7 a 10 años y las hembras alcanzan la madurez entre 1 y 2 años. Se explota comercial y recreativamente. El centro de abundancia de Paralichthys albigutta en el Golfo de México se encuentra a lo largo de la costa noreste de Florida. Al oeste del delta del río Misisipi, ocurre en cantidades muy bajas. Parece ocurrir naturalmente en escasa abundancia en los lechos de pastos marinos. Es común en las colecciones de los museos (660 lotes). Muchas especies de peces, incluida P. albigutta , han experimentado disminuciones en abundancia en el norte del Golfo de México desde 1970-2000; aunque Fodrie et al. (2010), (Esto debe ser cuestionado, ya que en la costa occidental de Louisiana, la platija no ha sido tan abundante en 50 años, a partir de 2018), atribuyó esto al menos en parte a los efectos del aumento global de la temperatura del mar, también hay una serie de otros factores (p. ej., captura incidental en las pesquerías de arrastre, aumento de los desembarques recreativos: T. Munroe, com. pers. 2015) que pueden contribuir a estas disminuciones. La pesca con redes de enmalle se ha visto implicada en la disminución de las poblaciones de platija en Carolina del Norte debido a la selección de juveniles no reproductivos; sin embargo, se desconocen los efectos a nivel de población de este método de recolección en P. albigutta.

## Habitat
Esta especie demersal se encuentra a poca profundidad dentro de los estuarios y ambientes costeros; se encuentra más comúnmente en la plataforma continental a profundidades de 18 a 92 m, pero se ha recolectado a unos 130 m. Se encuentra en una variedad de hábitats, incluidos lechos de pastos marinos, lagunas costeras, fondos planos y duros y salientes de piedra caliza. Prefiere fondos arenosos duros. Los juveniles utilizan la vegetación como hábitat o se encuentran adyacentes a la vegetación en los estuarios. Los juveniles habitan en lechos de pastos marinos de alta salinidad y los adultos mayores se encuentran en alta mar en profundidades más profundas. Sufre cambios ontogenéticos en la preferencia dietética, se alimenta de anfípodos y pequeños crustáceos en tamaños pequeños, y se alimenta principalmente de peces en la edad adulta. Los adultos pasan la mayor parte del año en bahías y estuarios, migrando a aguas más profundas de la costa para desovar durante el otoño y el invierno (alcanzando su punto máximo entre finales de octubre y mediados de diciembre). Se han recolectado especímenes con gónadas maduras a profundidades de 20 a 40 m en el este del Golfo de México. Las larvas migran hacia la costa durante enero-febrero. La edad de madurez de las hembras es de 1 año (FWRI 2010), todas maduran a los 2 años y el tamaño al 50% de madurez es de 35 a 38 cm LT. Los machos alcanzan la madurez entre 30 y 35 cm LT. Las hembras crecen más rápido y son más grandes que los machos. La longevidad de los machos es de 8 a 11 años y de las hembras de 7 años (Munroe, 2002).

## Pesca
Es un pez deportivo común que se puede capturar fácilmente con peces muertos (como el salmonete), cebos vivos o incluso cebos artificiales o congelados como camarones o almejas . Una forma común de atrapar esta platija es mediante la pesca submarina o el jigging. El límite diario de bolsa recreativa para esta especie es de 10 y el tamaño mínimo es de 12 pulgadas (establecido en 1996). A los pescadores comerciales se les permite capturar hasta 50 libras de especies de platija como captura secundaria por viaje. La Comisión de Pesca Marina de los Estados del Golfo está llevando a cabo evaluaciones de stock para las poblaciones de platija del golfo y del sur en el Golfo de México, lo que informará el desarrollo de un plan de gestión pesquera. Esta especie se explota comercial y recreativamente como pez alimento. Se captura con redes de arrastre, redes de enmalle, corrales, anzuelos y redes de trasmallo. Al igual que P. lethostigma, esta especie se recolecta con redes de enmalle en los estuarios.

## Profundidad
La platija del golfo parece preferir el fondo del océano y camuflarse contra áreas para atacar sigilosamente a sus presas. Esta especie demersal se encuentra a poca profundidad dentro de los estuarios y ambientes costeros; se encuentra más comúnmente en la plataforma continental a profundidades de 18 a 92 m, pero se ha recolectado a unos 130 m.

## Amenazas
Esta es una especie de importancia comercial y recreativa, particularmente en Florida. También se captura como captura secundaria en las pesquerías de arrastre comerciales, en particular en la pesquería de camarones peneidos. Los lechos de pastos marinos han experimentado disminuciones históricas frente a Florida, especialmente en la Bahía de Florida. La gran extinción de pastos marinos en la Bahía de Florida entre 1987-1995 probablemente fue causada por estrés salino, turbidez y floración de algas. Durante esa década, la cosecha en pie de Thalassia testudinum disminuyó en un 28%, Halodule wrightii en un 92% y Syringodium filiforme en un 88%. Desde entonces, el declive se ha ralentizado, pero continúa la extinción. Entre 1995 y 2003, la abundancia de pastos para tortugas y bajíos aumentó con una mayor claridad del agua y se ha mantenido estable en general. La bahía de Tampa y la bahía de Sarasota también experimentaron una disminución significativa de los pastos marinos en la década de 1980, pero desde entonces se han recuperado tras la mejora de la gestión de las aguas residuales. Se ha registrado en la dieta del pez león invasor, que se encuentra en todo el rango de profundidad de P. albigutta.